# Tanc
|  | Per a altres significats, vegeu «Tanc d'emmagatzematge». |

|  | No s'ha de confondre amb Tank. |

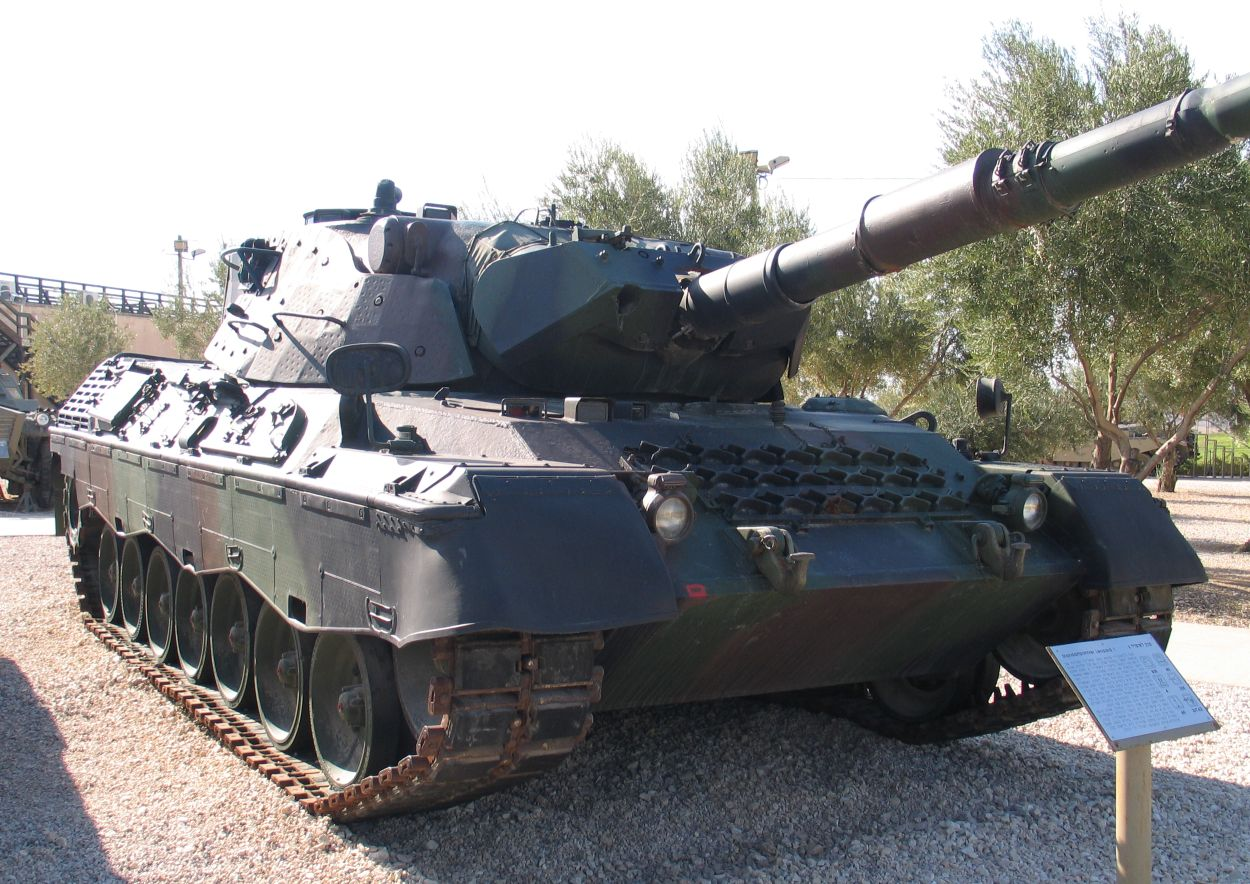
Tanc Leopard 1 al Museu Yad La-Shiryon, Israel.

El tanc és un vehicle armat, blindat i amb un sistema de tracció tot terreny mitjançant erugues. Esporàdicament, és anomenat carro de combat.
El nom tanc (en anglès tank, 'dipòsit', com en català) va aparèixer a les fàbriques britàniques: els treballadors anomenaven així aquest tipus de vehicles perquè creien que estaven construint dipòsits d'aigua mòbils; inicialment, aquests vehicles de combat es camuflaven en dipòsits de combustible. El mot, nascut com a codi, de seguida esdevingué el nom propi d'aquest tipus de vehicle militar. El català tanc equival al castellà carro de combate o tanque, al francés char de combat, char d'assaut, o tank, a l'italià carro armato, al portugués carro de combate o (col·loquialment) tanque, al romanés tanc, al rus tank (танк), etc.
De vegades s'usa blindat com a sinònim de tanc; pròpiament, blindat és un terme que s'aplica genèricament a tota mena de vehicles dotats de blindatge (vehicles blindats de combat), incloent-hi el tanc, la tanqueta, el vehicle de combat d'infanteria, etc. El català blindat, doncs, equival a l'anglès armoured vehicle, esp. blindado, fr. (char) blindé, it. blindato, port. blindado, etc. També s'usa Blindats com a equivalent d'una Arma Blindada (branca blindada d'un exèrcit: ang. Armoured Corps, esp. Arma Blindada, fr. Arme blindée, it. Arma corazzata, port. Arma Blindada), o bé del conjunt de forces blindades de què disposa un exèrcit (ang. armoured forces, esp. fuerzas blindadas, fr. forces blindées, it. forze corazzate, port. forças blindadas).
Els primers vehicles van formar part de l'exèrcit britànic durant la Primera Guerra Mundial; van aparèixer com una resposta davant les dificultats que tenia la infanteria convencional quan havia d'atacar les trinxeres protegides per filferro i metralladores, contra les quals sovint fracassava. Els primers tancs no van ser gaire efectius, ja que s'avariaven fàcilment, estaven poc blindats i eren fàcilment destruïts amb granades. El tanc de la Primera Guerra Mundial no era una arma gaire contundent. Durant la Segona Guerra Mundial destaquen els Panzer, que van ser els tancs de la Wehrmacht; van ser els primers a dur ràdio i feien servir tàctiques de combat més elaborades. La importància que tingueren els tancs durant la Segona Guerra Mundial queda reflectida en les dades de la producció soviètica, que van arribar a fabricar uns 80.000 tancs. A patir de la postguerra es desenvolupà el tipus anomenat MBT (de l'anglès main battle tank, "tanc principal de batalla") amb canons de gran calibre, ben blindat, àgil i capaç de lluitar tant en una guerra química com en una nuclear.
|  |

Aquests vehicles, de manera progressiva, han anat incorporant tot tipus d'innovacions tecnològiques, com ara ordinadors i sistemes de visió nocturna. La dotació de personal dels tancs acostuma a estar composta de quatre militars (tanquistes): el conductor, el carregador del canó, l'artiller i el comandant.

## Història
El primer tanc conegut va ser ideat pel terratinent austríac Günther Burstyn que, el 1911, va proposar un disseny per "l'artilleria de motor" (Motorengeschütz) amb una torreta, però el seu disseny mai va tenir èxit fins que un alemany ho va patentar el 1912.
Tanmateix, no va ser fins als inicis de la Primera Guerra Mundial, quan es van començar a fabricar i investigar en els tancs pel combat.

### Primera Guerra Mundial
Les condicions de lluita en el front occidental van provocar que l'Exèrcit Britànic fes proves per inventar un vehicle autopropulsat que pogués creuar trinxeres, derrocar filats i fos invulnerable davant el foc de les metralladores. El 1914, després d'haver analitzat el Rolls Royce blindat que utilitzava la Royal Naval Air Service, ja tenien plànols per crear un vehicle de combat amb tracció d'eruga; el Primer Lord, Winston Churchill, va patrocinar un comitè, el Landships Committee, per supervisar el desenvolupament d'aquesta nova arma.

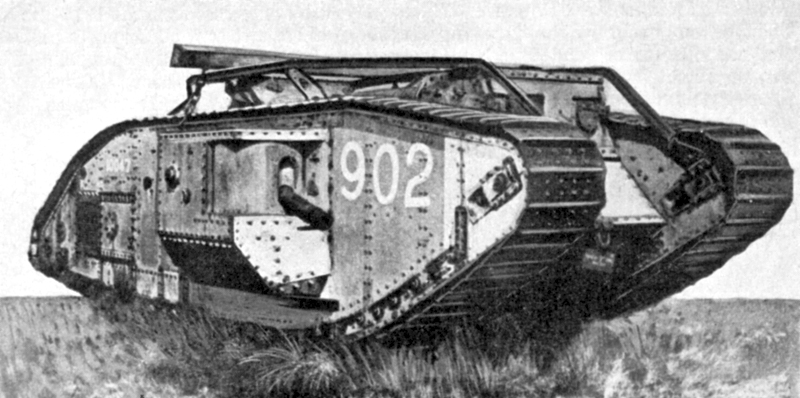
Tanc britànic Mark V.

Sota la direcció del Coronel Ernst Swinton, el Landships Committee van crear el primer prototip, que rebé el malnom de Little Willie, i que va ser provat per l'Exèrcit Britànic el 6 de setembre de 1915. Encara que en un principi eren denominats vaixells terrestres (landship), el nom col·loquial va ser el de transports d'aigua i, més tard, tancs, per mantenir el seu desenvolupament en secret; d'aquesta manera, els treballadors creien que estaven construint contenidors d'aigua mòbils per l'Exèrcit Britànic a Mesopotàmia. Aquest nom va prendre caràcter oficial el 24 de desembre de 1915. El primer tanc operatiu el va ser conduït pel Capità H. W. Mortimore de la Royal Navy; va ser un Mark I durant la batalla del Somme, el 15 de setembre de 1916. Per la seva part, els francesos van desenvolupar el Schneider CA1 i el van utilitzar per primera vegada el 16 d'abril de 1917. Poc després crearien el revolucionari Renault FT-17 que definiria la forma moderna d'un tanc, és a dir una base blindada de la qual sobresortia una torreta. Malgrat que lent era àgil i petit i, per tant, oferia un blanc difícil a l'artilleria, a més, tenia facilitat per entrar i sortir de les trinxeres. El Renault FT-17 va ser un èxit i aviat es va exportar, fabricar o imitar arreu del món.
La primera vegada que es van emprar tancs de manera massiva va ser durant la Batalla de Cambrai, el 20 de novembre de 1917. L'ús del tanc provocaria que, finalment, la guerra de trinxeres quedés obsoleta; els milers de tancs que les forces britàniques i franceses van utilitzar durant la Primera Guerra Mundial va ser un factor molt rellevant.

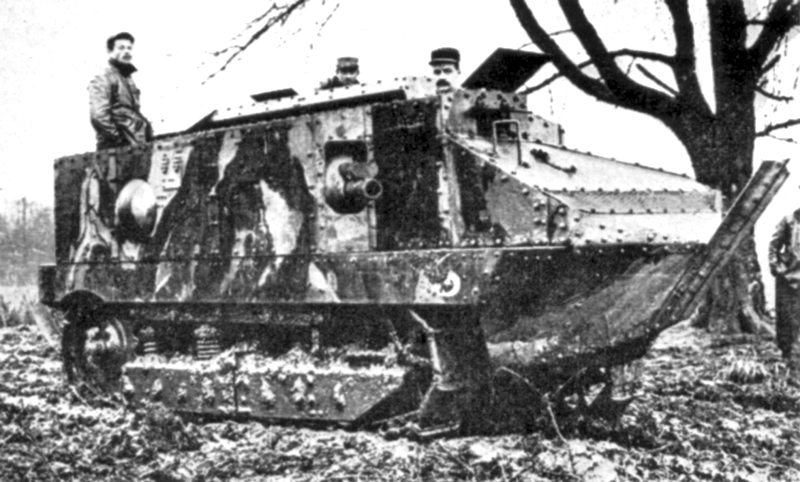
Tanc Schneider CA1

Els resultats inicials de l'ús dels tancs van ser força diversos: els problemes de fiabilitat, i la impaciència de l'alt comandament, provocaven un desgast considerable durant el combat. D'altra banda, el desplegament en petits grups també va disminuir el seu valor i impacte tàctic. Les forces alemanyes van patir l'arribada del tanc, ja que no tenien armes que fossin efectives contra els tancs; tot i així, accidentalment, van descobrir la munició antitancs, i també va ser efectiu l'ús de trinxeres més amples que limitaven la mobilitat dels tancs britànics. L'evolució de les condicions en el camp de batalla i la falta de fiabilitat continuada van forçar als tancs aliats a continuar desenvolupant-se durant la resta de la guerra, produint nous models com el Mark V, que podia superar obstacles més grans, especialment les trinxeres més amples. Durant la Primera Guerra Mundial, els alemanys van poder fer servir una petita quantitat de tancs, principalment capturats. Només van arribar a produir uns vint tancs del seu propi disseny, l'A7V.

### Període d'entreguerres
Entre les dues guerres mundials, amb el concepte del tanc ja establert, diversos estats van dissenyar i construir tancs. Els dissenys britànics eren els més avançats, degut, en gran part, al seu interès a posseir una força blindada als anys 1920. Els anys de la postguerra, França no van poder dedicar tants recursos a causa de l'estat de la seva economia. Els Estats Units van fer poc desenvolupament durant aquest període perquè la secció de la Cavalleria era més veterana i rebia més finançament que la secció de blindats i reduïa el finançament destinat al desenvolupament del tanc. Fins i tot George S. Patton, que tenia experiència amb tancs en la guerra, va transferir recursos del sector de blindats al de cavalleria.
El cas d'Almenya i Rússia és especial. A conseqüència de la crisi econòmica i de les condicions del Tractat de Versalles, Alemanya no podia construir tancs. Rússia tampoc, ja que en esdevenir un país comunista era temut per la resta de països occidentals i, per tant, patia un fort bloqueig. Per tant, ambdues potències estaven aïllades la qual cosa les va empènyer a unir-se per a cooperar en la millora tecnològica militar mútua. Així van ampliar el Tractat de Rapallo amb clàusules secretes per, entre altres coses, desenvolupar i construir tancs en territori rus.
Per tant, es van produir diversos tipus de tancs, la més gran part desenvolupats al Regne Unit:
- Els tancs lleugers, que pesaven deu tones o menys, s'utilitzaven principalment per exploració i duien un canó lleuger que era útil en la lluita contra altres tancs lleugers.
- Els tancs mitjans o de creuer, com se'ls coneixia en el Regne Unit, eren una mica més pesants i van ser destinats per recórrer grans distàncies i a altes velocitats.
- Els tancs pesants o d'infanteria, estaven molt blindats i eren, generalment, molt lents.

La idea tàctica era utilitzar els tancs d'infanteria conjuntament amb la infanteria per efectuar una ruptura de les línies enemigues, ja que els tancs podien sobreviure al foc enemic gràcies al seu gran blindatge. Un cop que aquesta força combinada destruïa la línia enemiga, s'enviaven els grups de tancs de creuer a través de la bretxa oberta, atacant els subministraments i les unitats de comandament molt per darrere de les línies. Aquesta tàctica d'atac en dues fases va ser la filosofia de combat bàsica de les formacions de tancs britànics i va ser adoptada pels alemanys com un component essencial del concepte Blitzkrieg.

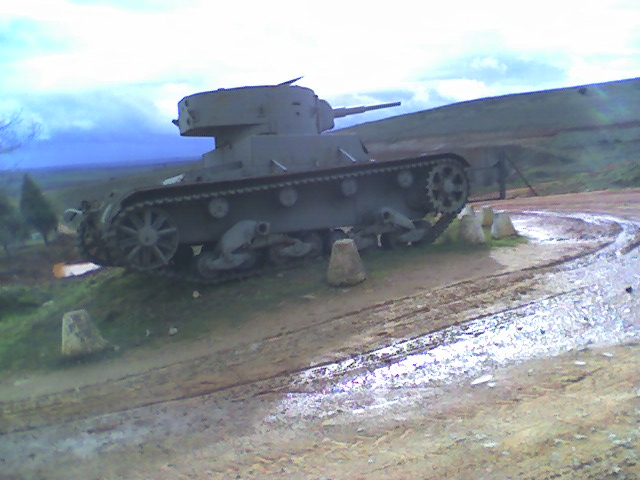
Tanc soviètic T-26

La doctrina de J. F. C. Fuller va ser la font d'inspiració dels principals estrategs: Hobart en el Regne Unit, Guderian a Alemanya, Chaffee als Estats Units, de Gaulle a França i Tukhachevsky a la Unió Soviètica. Tots arribarien a conclusions similars; potser la proposta de Tukhachevsky d'integrar els rastrejadors aerotransportats era la més sofisticada i discutible; només Alemanya posà efectivament en pràctica la teoria, i amb tàctiques superiors, convertí la Blitzkrieg en una arma molt efectiva.
S'havia pensat que calia estar preparats per al combat entre tancs, però es prioritzava més l'ús d'artilleria antitancs i altres recursos similars, com els caçatancs. Això es va aplicar més en els plantejaments militars dels Estats Units, on s'esperava que els tancs evitessin els blindats enemics, i que unitats antitancs especialitzades fossin les encarregades de fer-hi front. Gran Bretanya va seguir el mateix camí, i ambdós van produir tancs lleugers amb l'esperança que la velocitat evités la seva destrucció. Tot i així, en la pràctica, es va comprovar que aquests conceptes tenien alguns riscs. Com que el nombre de tancs en el camp de batalla augmentava constantment, la possibilitat de trobades creixia fins al punt que els tancs van haver de ser també vehicles antitancs. D'altra banda, els tancs dissenyats per plantar cara només a altres blindats eren relativament vulnerables contra altres amenaces i no satisfeien el paper de suport a la infanteria. La vulnerabilitat del foc de tancs i antitancs va dur a un ràpid increment del blindatge i de la potència del canó que es va aplicar a gairebé tots els nous dissenys. La forma del tanc, pensada inicialment per traspassar obstacles, ara presentava un perfil baix pel que fa a l'ocultació i l'estabilitat.
Alemanya, Itàlia i la Unió Soviètica, durant la seva intromissió en la Guerra Civil espanyola, van poder experimentar amb escreix amb relació a l'ús militar dels tancs. Hi ha diversos exemples de vehicles mecanitzats usats per part dels dos bàndols i apareixen els primers exemples d'un ús combinat d'armes mecanitzades, com va succeir en el setè dia de la batalla de Guadalajara el 1937: en el cas del bàndol republicà amb tancs i aviació soviètica, i en el bàndol franquista majoritàriament amb aviació, a més del suport de les tropes italianes.

### Segona Guerra Mundial

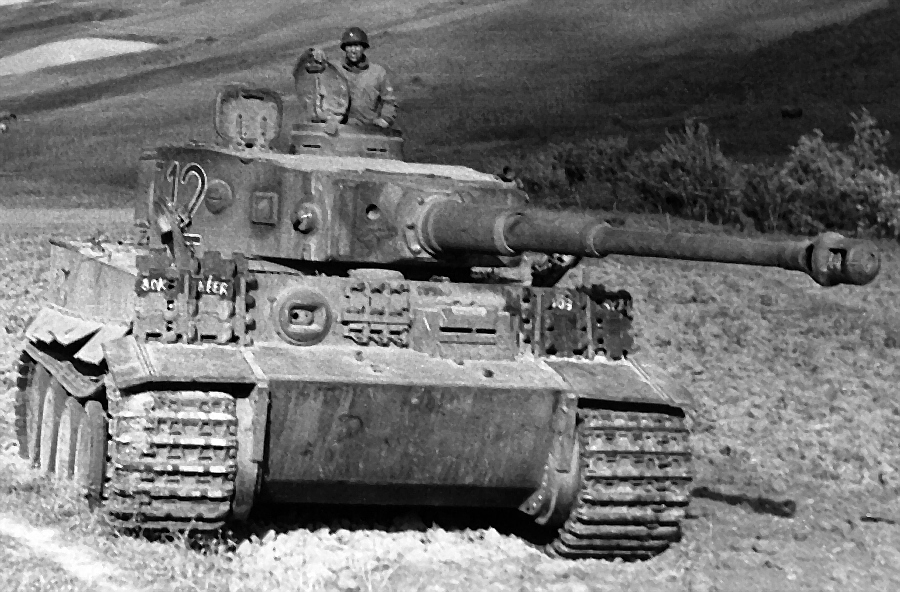
Panzer VI Tiger, un dels tancs pesants de la guerra.

Durant la Segona Guerra Mundial es van produir una sèrie de millores en el disseny de tancs. En un primer moment, els alemanys van presentar tancs poc blindats i amb armes lleugeres, com el Panzer I, que s'havia construït amb l'objectiu d'usar-se només en els entrenaments. Aquests tancs, lleugers però ràpids, i altres elements blindats van ser un instrument fonamental per la Blitzkrieg. Durant la guerra, totes les forces van incrementar de manera important la potència de foc i el blindatge dels seus tancs: el Panzer I només tenia dues metralladores, mentre que el Panzer IV duia un canó de 75 mm i pesava menys de 20 tones. Al final de la guerra, el tanc alemany de mida mitjana, el Panther, disposava d'un canó ràpid de 75 mm i pesava 45 t.
Un altre dels avanços va ser la millora dels sistemes de suspensió. La qualitat de la suspensió era un element determinant per un rendiment òptim del tanc. Els tancs amb suspensió limitada sovint sacsejaven de tal manera la tripulació que calia limitar la velocitat i provocava, alhora, que el tir en moviment fos pràcticament impossible. Els nous sistemes, com la barra de torsió i la suspensió Christie, van millorar el funcionament i feren possible que el Panther es desplacés pels camps a velocitats que en carretera haurien estat difícils pels antics dissenys.
En aquesta època, la major part dels tancs estaven equipats amb ràdios i, d'aquesta manera, es millorava la coordinació entre les diferents unitats. El xassís dels tancs es va adaptar a un ampli nombre d'accions militars, entre les quals s'incloïen la neteja de mines i algunes tasques d'enginyers. Així mateix, totes les principals potències militars van desenvolupar armes autopropulsades específiques com determinats tipus d'artilleria, caçatancs i canons d'assalt. Els canons d'assalt soviètics i alemanys eren més barats i senzills que els tancs, mentre que els caçatancs britànics i nord-americans tot just es diferenciaven dels tancs. Es va veure que les torretes, que no eren una característica generalitzada, eren un element molt necessari. Es va estimar que si el canó del tanc havia de ser utilitzat per enfrontar-se a blancs blindats, llavors necessitava ser gran i d'un abast tan gran com fos possible, i que pogués disparar a qualsevol punt. Els dissenys de tancs amb múltiples torretes, com el soviètic T-35, van ser abandonats durant la Segona Guerra Mundial. D'altra banda, la més gran part dels tancs van mantenir una metralladora en el buc.
En l'aspecte industrial cal destacar l'estandardització alemanya que va agrupar gran quantitat de models principalment en dos chasis Panzer III i Panzer IV que alhora compartien entre ells gran quantitat de peces comunes. Pel que fa a l'exercita americà, centrà la seva producció en el M4 Sherman del qual se'n van fer una infinitat de variants i que ha estat probablement el tanc més fàbricat de la història.

### Postguerra
Després de la Segona Guerra Mundial, el desenvolupament del tanc va continuar amb la millora de les classes mitjanes i més pesants. Els tancs lleugers es limitaven a labors de reconeixement, i als Estats Units com a suport de les forces aerotransportades. Tot i així, les limitacions pel que fa al pes dels transports aeris feien impossible construir un tanc lleuger que fos pràctic i, amb el pas del temps, aquesta classe de vehicle va anar desapareixent. La combinació de motors i suspensions en versions més desenvolupades va permetre que els tancs de mida mitjana de finals de la guerra fossin superiors als primers tancs pesants. Amb l'afegit de més blindatge i, per compensar, l'ús de motors una mica més potents, els tancs de mida mitjana van quedar protegits contra la major part de les armes antitancs, tot i mantenir la seva mobilitat.

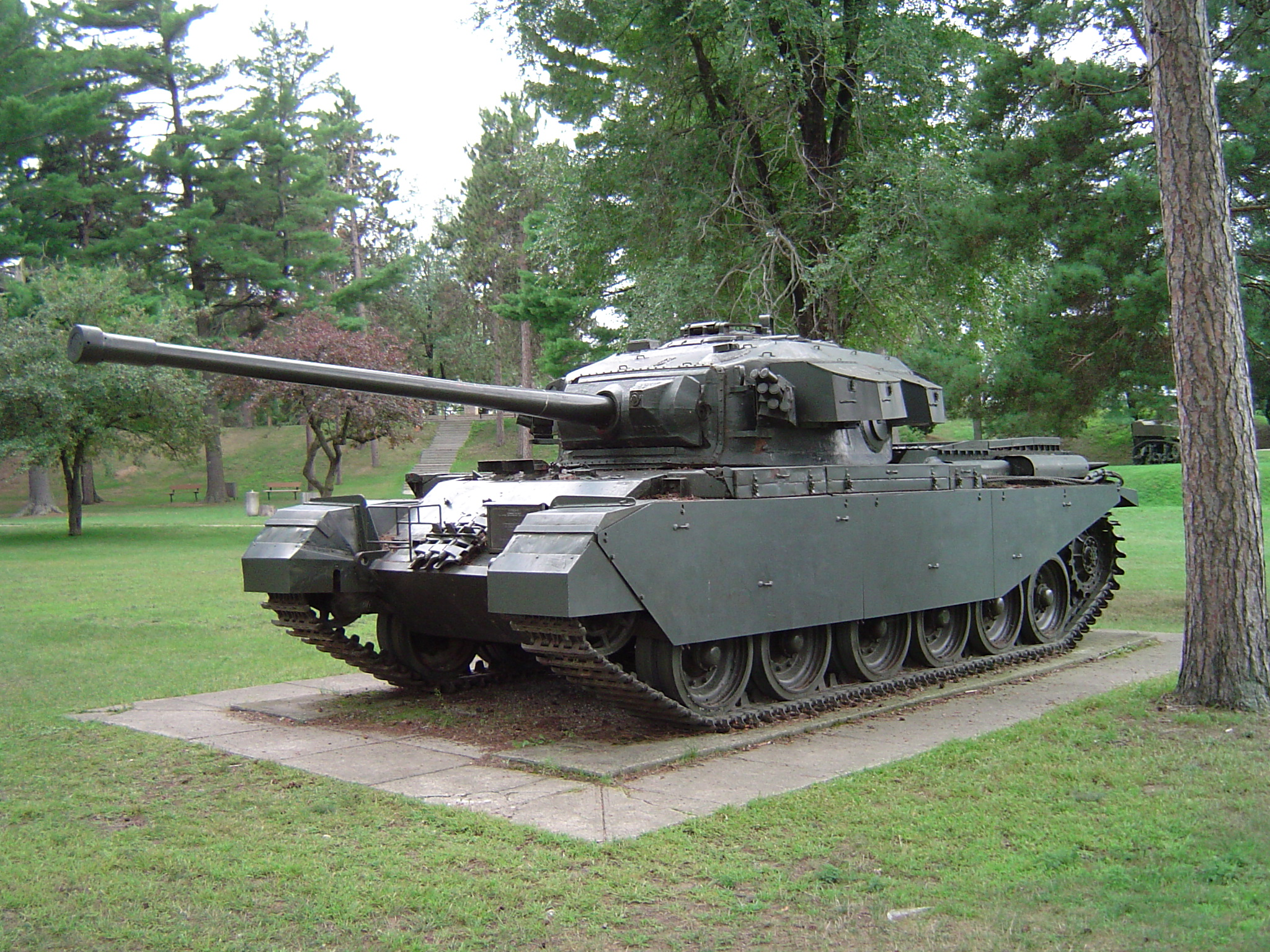
El Centurió britànic, considerat el primer tanc principal en sentit ple

Hom considera el Panther com el punt d'inflexió en el desenvolupament d'aquest tipus de vehicle, i el consideren la base pels dissenys posteriors. Cal considerar, però, que en igualtat de condicions el Panther no estava prou blindat ni podia lluitar contra tancs pesants. Generalment es considera que el primer tanc d'aquesta nova generació va ser el Centurió, un tanc britànic, que era capaç de resistir l'impacte del famós canó de 88 mm alemany; estava armat amb el canó Royal Ordnance L7 de 105 mm, que era superior a qualsevol altre canó en el camp de batalla, i podia arribar als 56 km/h gràcies al seu motor Meteor de 650 cv. El Centurió va reemplaçar tots els tancs mitjans britànics i va impulsar la desaparició del tanc pesant, convertint-se en el qual els britànics anomenaven un "tanc universal" (Universal Tank), que aviat seria conegut com el "principal tanc de combat" (Main Battle Tank, MBT).
En resposta a l'amenaça dels míssils antitancs guiats, el focus de desenvolupament del gruix del blindatge es va traslladar a la tecnologia del blindatge. La tecnologia del canó es va mantenir amb unes característiques similars a les existents en les dècades anteriors, i la major part dels tancs utilitzaven un sistema de càrrega manual, tot i que amb grans avanços pel que fa a l'efectivitat de la munició. Encara que les funcions i els trets bàsics dels tancs van desenvolupar-se en el període final de la Primera Guerra Mundial, al llarg del segle xxi s'incrementaren d'una manera significativa les seves prestacions. Es van anar refinant diverses capacitats en resposta a noves amenaces, sempre canviants, i als nous requisits per al combat, especialment contra altres tancs. Les capacitats més avançades dels tancs van tenir la corresponent contrapartida amb el desenvolupament d'altres tancs i el continu desenvolupament de noves armes antitancs.

## Efectivitat i disseny
Els tres factors que determinen l'efectivitat d'un tanc són la potència de foc, la mobilitat i la protecció.
La potència de foc és la capacitat d'un tanc de destruir un blanc. Per això cal tenir en compte la distància màxima des de la qual el blanc pot ser atacat, la capacitat d'encertar blancs mòbils, la velocitat amb la qual pot atacar múltiples objectius i la capacitat de derrotar vehicles blindats o infanteria atrinxerada. Pel que fa a l'efecte psicològic que causa sobre els soldats enemics, aquest és denominat "acció de xoc".
La mobilitat inclou la velocitat i agilitat a camp través, els tipus de terreny que pot accedir, les dimensions dels obstacles, trinxeres i obstacles d'aigua que pot creuar, la possibilitat de superar ponts petits, i la distància que pot recórrer abans de necessitar més combustible. La mobilitat estratègica inclou, a més, la capacitat de viatjar a altes velocitats per carreteres i la possibilitat de ser transportat en trens o camions.
La protecció és la quantitat i el tipus de blindatge, com ha estat disposat i en quines parts té més blindatge, com la torreta i la part frontal, i en quines és més vulnerables, com per exemple, la part posterior. També inclou la silueta més baixa, la reducció de soroll, el rastre tèrmic, les contramitjanes actives i altres recursos per evitar el foc enemic, així com la capacitat de continuar lluitant després de rebre determinats danys.
El disseny del tanc manté tradicionalment un compromís entre aquests tres factors, considerant-se que és impossible maximitzar els tres: l'increment de blindatge augmenta el pes i, per tant, disminueix la maniobrabilitat; l'increment de la potència de foc amb un canó més gran redueix tant la mobilitat com la protecció, a causa de la reducció de blindatge de la part frontal de la torreta.

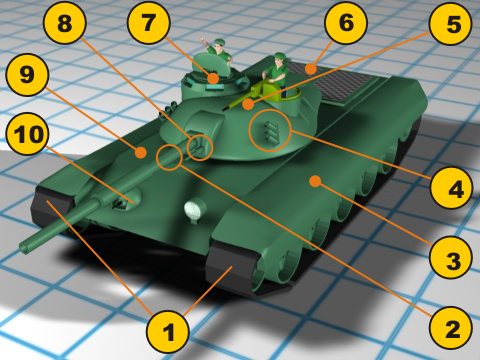
Esquema virtual d'un tanc comú. 1. Tren de rodolament d'erugues
2. Canó principal
3. Protecció de les erugues
4. Contramesures (contra les bombes de fum)
5. Torreta
6. Motor
7. Trapa
8. Metralladora coaxial
9. Caixa
10. Metralladora davantera

Per arribar a un compromís entre els tres factors cal considerar diferents aspectes, incloent-hi el tipus d'estratègia militar, el pressupost, la geografia, la voluntat política i les possibilitats comercials, és a dir, la possibilitat de vendre el tanc a altres països.

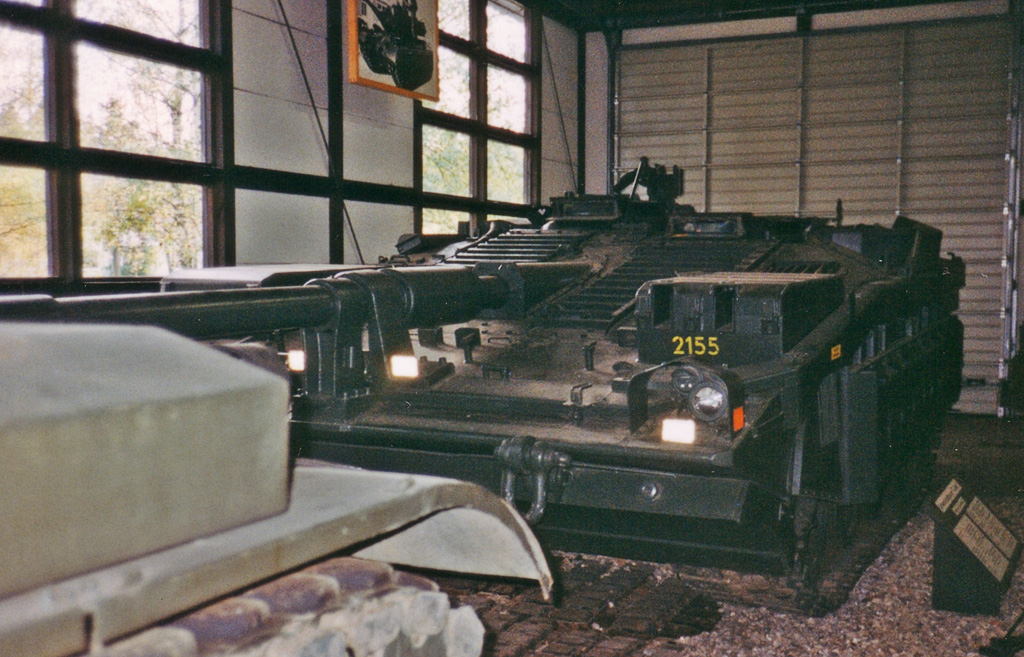
El tanc modern suec Stridsvagn 103 no té el disseny típic amb torreta.

Els països amb gran tradició de fabricació han tingut les seves pròpies influències: 
- El Regne Unit ha optat històricament per millorar la potència de foc i la protecció a expenses d'una perdre mobilitat. Gran Bretanya manté un petit exèrcit professional i ben entrenat i, per tant, la supervivència de la tripulació és important.
- Els EUA tenen un exèrcit nombrós amb armament sofisticat i un entramat complex de serveis de suport mòbils. Mentre que s'espera que els seus tancs estiguin allunyats d'unitats de suport i reparació, es posa menys èmfasi en la capacitat de la tripulació de mantenir el tanc per ells mateixos o continuar lluitant una vegada que ha patit danys.
- La Unió Soviètica tradicionalment va tenir tancs senzills de produir i mantenir, com el T-34. El desenvolupament dels dissenys, controlat per l'estat, es feia amb canvis progressius. El manteniment extensiu es feia en dipòsits especialitzats.
- Israel és una petita però relativament rica nació, amb limitació de personal, i en un ambient polític hostil. La seva preocupació principal és, per tant, la supervivència de la tripulació. A aquest efecte ha estat l'única nació a construir un tanc de combat amb el motor situat a la part davantera, per incrementar la protecció.

## Armament
Ja des de la Primera Guerra Mundial, l'arma per excel·lència del tanc va ser el canó. La seva nomenclatura tècnica dona informació del seu calibre i longitud. Per exemple, el canó del M1A1 Abrams és el Rheinmetal M256 120/44, amb un calibre (diàmetre del tub del canó) de 120 mm i 44 calibres de longitud, és a dir, 44 vegades el seu diàmetre.
En els primers models eren de petit calibre, abast i potència, cosa que permetia muntar-ne més d'un en la torreta orientats a diferents direccions. L'evolució va ser bastant limitada fins a l'arribada de la Segona Guerra Mundial, on van demostrar que eren armes extremadament útils. En termes generals, els calibres de l'època eren d'uns 66 o 76 mm, però el canó més temible va ser el Flak 88 de l'exèrcit alemany. Originalment estava pensada com una arma antiaèria, però no va trigar molt a revelar-se com la millor arma antitancs disponible. Era capaç de destruir qualsevol blindat aliat d'un tir, fins i tot en un impacte a la zona frontal, i tenia un abast més gran que qualsevol altre. Estava situat en el seu propi remolc antiaeri, però també va ser adaptat i muntat en tancs pesants, com el Tiger i el Panther, amb molt bons resultats. Tan sols el seu reduït nombre i l'escassa cobertura aèria d'Alemanya van evitar que les pèrdues de blindats aliats fossin catastròfiques.
Actualment, la situació no ha canviat de manera substancial; l'arma principal de qualsevol tanc segueix sent un canó d'alta velocitat i gran calibre, molt avançats gràcies a la siderúrgia i la tecnologia moderna. El calibre més comú és de 120 mm, encara que els fabricants d'artilleria russos usen el de 125 mm.
Recentment s'estan provant canons d'alta velocitat de 140 mm amb potència destructiva que supera de molt el dels canons actuals, encara que el cost d'actualitzar els tancs i els seus ordinadors balístics no compensa aquest avantatge. En resum, la seva potència de foc és devastadora però innecessària, ja que els combats solen tenir lloc en distàncies de l'ordre dels 2.000 m o menys, on l'impacte d'un canó de 120 mm seria igualment letal. Alemanya ha actualitzat el seu Leopard 2A5 i A6 amb el L55, de 120 mm i 55 calibres de longitud, molt més potent que la majoria dels canons similars. Els anglesos han decidit muntar-lo en el seu Challenger 2 i retirar l'anterior canó d'ànima ratllada.
Els nord-americans es resisteixen a canviar l'arma principal de les sèries M1 fonamentalment per raons econòmiques. La seva tàctica ha estat desenvolupar les municions, i actualment tenen el millor penetrador de blindatge cinètic del moment, el projectil Sabot M829A3 d'urani empobrit desenvolupat a partir del seu predecessor A1, que va entrar en combat durant la Primera Guerra del Golf. El seu rendiment és secret però s'estima que és tan efectiu com el nou canó Rheinmetall de 55 calibres de longitud, el que fa injustificable la despesa en actualització de l'arma principal. El L55 és compatible amb el M829A3 i encara que la seva desmesurada potència destructiva està molt per sobre de la resistència de qualsevol blindatge modern, alemanys i anglesos usen munició Sabot de tungstè i amb una potència igualment letal.

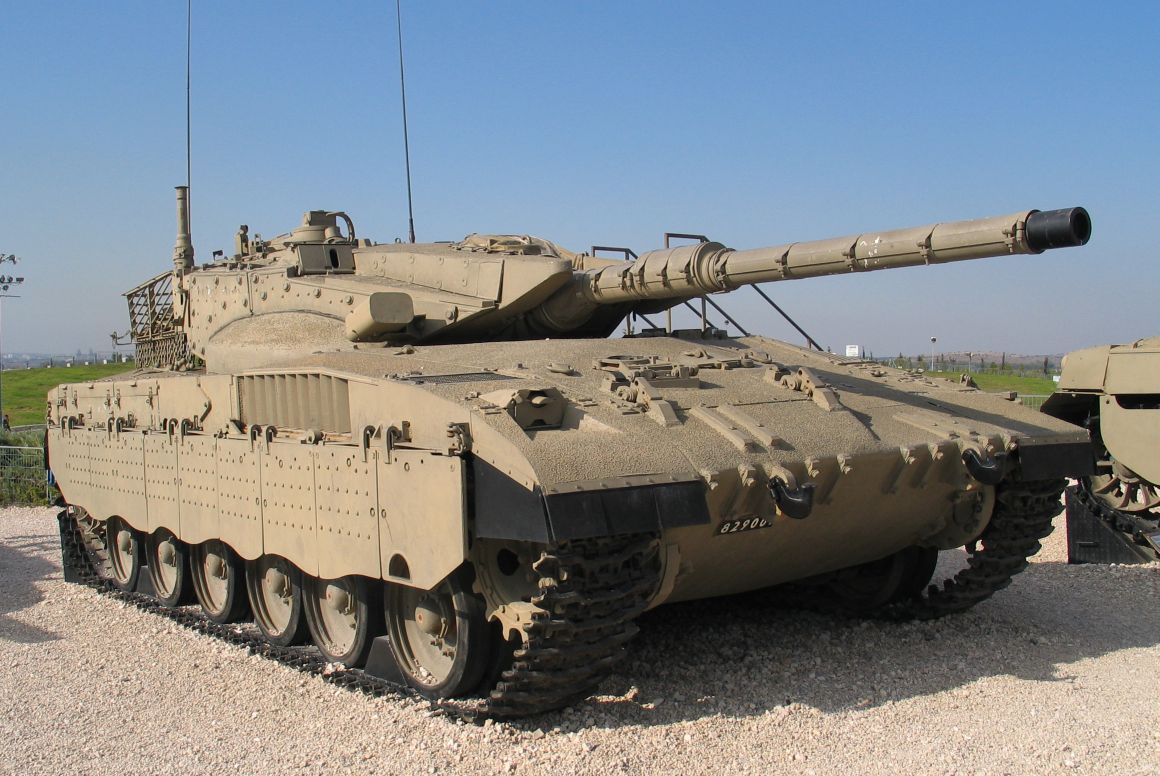
El canó d'aquest Merkava II està cobert amb una camisa o tira tèrmica.

Els canons moderns duen generalment una camisa tèrmica que reduïx l'efecte de la temperatura desigual en el canó. Aquest s'escalfa intensament després de tirs repetits. Si està plovent, la part superior estarà més freda que la inferior, de la mateixa manera que una brisa lateral podria refredar solament una part de l'arma. Aquest refredament desigual causaria que el canó es corbés gairebé imperceptiblement, el que afectaria la punteria a llargues distàncies. Els tancs actuals duen col·limadors làser en el canó que constantment amiden la curvatura del mateix i introduïxen la mateixa en l'ordinador de tir perquè faci les correccions i calculi la solució de tir.
Generalment, els tancs duen, a més, un altre tipus d'armament per la defensa de curt abast contra infanteria o contra objectius on utilitzar l'arma principal és ineficaç o un malbaratament de municions. Solen estar proveïts d'una metralladora lleugera de calibre 7,62 mm o una de pesant de calibre 12,7 mm muntada en paral·lel al canó (arma coaxial). Tot i així, altres models com l'aMX-30 i el AMX-40 duen un canó automàtic de 20 mm amb una alta cadència de tir, i pot destruir un vehicle de blindatge lleuger. El BMP 3 rus també va equipat amb un canó automàtic de 30 mm a més de l'arma principal. De manera addicional, molts tancs duen una o diverses metralladores de calibre mitjà o pesant en la part superior de la torreta, en una cúpula d'observació per al comandant i/o el carregador, per protegir-se de la infanteria o d'atacs aeris, encara que això últim amb evidents limitacions.
Històricament, alguns tancs han estat adaptats per tasques especialitzades i utilitzen un armament principal inusual, per exemple, llançaflames. En l'actualitat aquestes armes han desaparegut.

### Control de tir

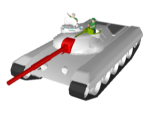
El canó és l'arma principal d'un tanc

En els primers models s'apuntaven les armes del tanc amb "mires de ferro", senzilles mires òptiques que s'ajustaven a mà com en un rifle.
Posteriorment empraven un reticle estadiamètric per calcular, segons la grandària que l'objectiu ocupava en aquesta, la seva distància. Encara en l'actualitat els tancs moderns tenen aquest tipus de mires denominades GAS (Gunner Auxiliar Sight, mira auxiliar de l'artiller) que s'usen si els visors en manera normal queden fora de servei. Són mires molt robustes sense estabilització situades a l'afust de l'arma.
En definitiva la punteria era deficient a llargues distàncies i impossible en moviment excepte tirs a boca de canó. Llançar tirs precisos era una tasca de bo difícil. Amb el pas del temps, els reticles estadiamètrics han estat substituïdes primer per telèmetres estereoscòpics i finalment per telèmetres làser.
Els tancs moderns tenen una ampla varietat de sistemes per augmentar la probabilitat d'encertar al primer tir. Els visors actuals se serveixen de l'electrònica per fer-los més precisos. Posseïxen zoom òptic i digital, a més d'estar estabilitzats: l'arma principal pot estar súper-elevada per disparar a un blanc llunyà, però el reticle de tir es mantindrà centrada en l'objectiu. Els models més moderns tenen visors estabilitzats en els dos eixos, però les sèries M1, per exemple, només ho estan en l'eix vertical. Per això, en il·luminar el blanc i calcular el lead necessari si aquest es mou, s'aprecia com el reticle salta i es mou en l'eix horitzontal. Això és degut al fet que l'ordinador balístic fa girar a la torreta per "avançar el tir", i el visor de tir no pot rotar en direcció contrària a la mateixa per mantenir en el seu centre al blanc.
Els giroscopis estabilitzen l'arma principal en moviment. Ningú desitja 6 metres de metall fent bots abans de disparar. Mitjançant motors elèctrics o mecànica hidràulica s'aïlla la torreta dels girs del buc i el canó de les irregularitats del terreny, permetent el tir en moviment amb notable precisió.

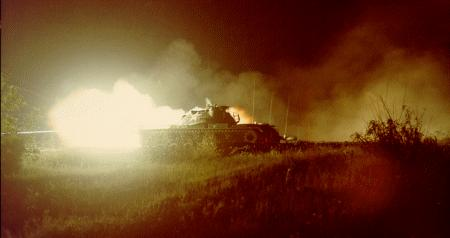
Un tanc M48 Patton que tira un tret de nit

Els ordinadors balístics calculen la súper-elevació necessària per compensar la caiguda del projectil amb la distància, i afegixen el lead necessari per compensar el tir si l'objectiu està en moviment. Afegir lead significa disparar per davant del blanc, perquè aquest i el projectil s'arribin a trobar. En les equacions que els ordinadors de tir manegen per calcular la solució de tir, estan la distància, velocitat relativa de l'aire, humitat, temperatura del canó, pressió baromètrica, velocitat de l'objectiu i el moviment del tanc.
Històricament, en el combat nocturn calia esperar un cel clar. Posteriorment, durant la guerra freda, es van desenvolupar visors de llum infraroja. Aquests tenien un receptor passiu sensible a aquest espectre de llum, però requeria que potents focus infrarojos il·luminessin la zona. Aquesta il·luminació artificial no podia ser vista per l'ull humà, però sí per altres equips infrarojos passius. Els projectors delataven la posició del tanc a l'enemic, de la mateixa manera que una llanterna delataria a qui cerca a una persona amagada. A part d'aquest clar desavantatge estava el seu molt limitat abast, de manera que el seu ús era pràcticament un últim recurs.
També es van emprar intensificadors d'imatge, equips passius que augmentaven la llum ambiental. El seu abast era molt limitat i no funcionaven amb llum pobra com en nits nuvoloses i sense lluna, ni amb molta llum com en nits clares i lluna plena. La seva més gran limitació, a part de la necessitat d'un interval de llum visible, era el seu escàs abast i resolució, que no permetia a l'artiller destriar un blanc fins i tot per sota dels 1.000 m. Aquest tipus d'equips s'usaven en els T-72 durant la Guerra del Golf, i l'única cosa que podien fer era apuntar cap als esclats que causaven els tirs dels M1A1 HA a l'horitzó. En diversos combats no sabien qui ni des d'on els atacava fins que no escoltaven l'eco dels canons.
Actualment s'usen sistemes d'imatge tèrmica basats en el FLIR (Frontal Light InfraRed o sistema d'infrarojos d'exploració frontal) que distingeixen diferències de temperatura dels objectes. Permeten ser usats de dia i de nit i poden detectar blancs camuflats invisibles a l'òptica diürna o fins i tot a través de fum, boira o tempestes de sorra. L'abast dels FLIR actuals de 3a generació és molt elevat i permet detectar un blanc fins i tot a l'abast màxim de les municions, i discriminar-lo a distàncies de 3.000 m o més.
El seu rendiment és tan elevat que molts països estan invertint en pintures i metalls atèrmics que siguin capaços de reduir la signatura calòrica dels seus enginys militars per fer-los més furtius i obligar els que posseïxen millor tecnologia òptica a acostar-se al rang on la pròpia és també efectiva.

### Munició
Els canons de tanc poden disparar munició d'una àmplia varietat de tipus, molts especialitzats per combatre contra altres tancs.
Per combatre a altres tancs moderns fortament blindats utilitzen penetradors cinètics KE. Els projectils "fletxa" o APFSDS (Armoured Piercing Fi-Stabilised Discarding Sabot o projectil perforador de blindatge estabilitzat per aletes amb casquet d'un sol ús per Sabot). Disparats a velocitats de 1.600 metres per segon o més són bàsicament barres metàl·liques massisses de gran longitud i menor calibre que el canó, ajustades al mateix mitjançant un casquet d'un sol ús sabot que es desprèn en sortir per la boca d'aquest. Fabricades amb materials molt durs i densos, usen el seu gran pes i velocitat per destruir el seu objectiu mitjançant la força bruta, llançant metralla i restes del projectil que reboten dintre de l'habitacle aniquilant a la tripulació. Els KE d'urani empobrit tenen a més característiques pirofòriques, ja que en impactar provoquen la piròlisi de partícules del projectil en estat pulverulent i incandescents que provoquen un incendi generalitzat.

## Protecció
El tanc de combat principal és un dels vehicles més blindats dels exèrcits moderns. El seu blindatge està dissenyat per protegir el vehicle i la seva tripulació contra una ampla varietat d'amenaces. Comunament, la protecció contra els impactes amb penetració cinètica disparats per altres tancs és considerada la més important. Els tancs també són vulnerables als míssils antitancs, les mines antitancs, les bombes de gran grandària, i impactes directes d'artilleria, que poden inutilitzar-los o destruir-los.
Els tancs són especialment vulnerables a amenaces aèries. La més gran part dels tancs de combat principal oferixen una protecció gairebé completa a la metralla d'artilleria i armes antitancs petites com les granades autopropulsades. La quantitat de blindatge necessària per protegir contra tot tipus d'amenaça concebible des de tots els angles seria massa pesant i impracticable i, per tant, el disseny dels tancs ha de buscar un equilibri adequat entre la protecció i el pes.

### Blindatge
La més gran part dels vehicles de combat blindats són fabricats amb planxes d'aliatges d'acer soldades, o més rarament a causa del seu cost, formades per una sola peça, i en alguns casos alumini o altres aliatges lleugers com fibres sintètiques. L'efectivitat relativa d'un determinat blindatge és expressada per la semblança de la seva resistència amb una planxa d'acer laminat homogeni (RHA o Rolled Homogeneous Armour).

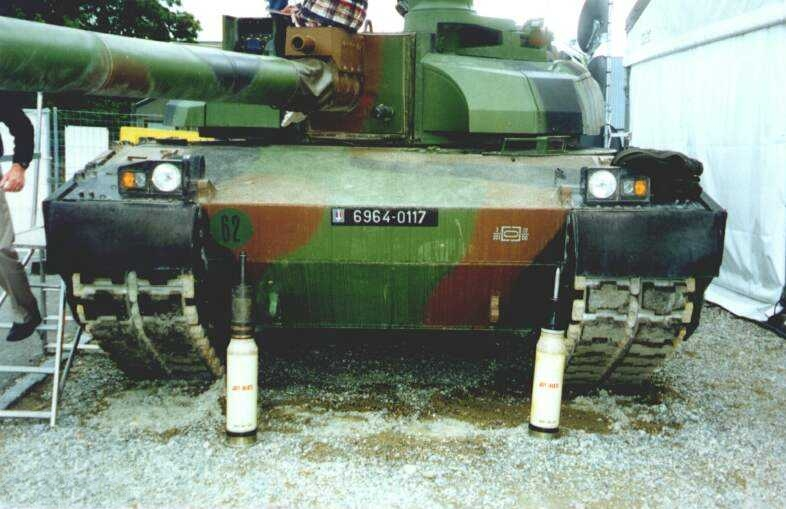
El tanc Leclerc utilitza blindatge compost.

Els tancs no estan protegits per un blindatge de gruix uniforme, sinó que el gruix depèn de la probabilitat de rebre un impacte en cada zona del vehicle. Per això, la part on ha d'existir un grau més elevat de protecció ha de ser el frontal de la torreta. És on va l'armament, i les més vegades, en disparar cal exposar aquesta zona al foc enemic. La inclinació del blindatge és variable, encara que tots els dissenys moderns la tenen, fins i tot els models amb blindatges composts, que són especialment difícils de modelar.
Per aprofitar això, els tancs utilitzen fins on és possible la denominada posició de combat o Hull Down (buc baix); aprofitant la cobertura que oferix el terreny, com per exemple un pujol, el conductor ha d'orientar el frontal en la direcció d'on ve l'amenaça i avançar fins que tan sols la torreta pugui apuntar per sobre de la cobertura. Aquesta posició permet disparar l'arma principal exposant una superfície menor als atacs, ja que el buc està protegit darrere l'obstacle.
La segona part més protegida és el frontal del buc. Donada la seva posició, el xassís té bastant menys blindatge que el frontal de la torreta, però sol tenir una gran inclinació que augmenta el gruix efectiu i incrementa la protecció. Els laterals del buc i la torreta estan relativament poc protegits, en ser menys probable un impacte. La part inferior i el sostre tenen una escassa protecció. La part posterior és la que probablement ha de rebre menys atacs i, per això, consta d'un blindatge testimonial capaç de resistir tirs, explosions no directes, granades i metralla.
Abans de la Segona Guerra Mundial, diversos dissenyadors de tancs van intentar inclinar el blindatge en tancs experimentals. L'èxit més conegut i que millor va portar a terme aquesta idea va ser el T-34 soviètic. En posar en angle les planxes de blindatge augmentava la seva eficàcia contra els projectils, ja que augmentava el seu ample efectiu perpendicular, i incrementava la possibilitat de desviar el tret.
La infanteria lleugera també pot immobilitzar un tanc atacant el tren de rodatge amb armes antitancs. Per evitar danys en aquestes zones vitals, en els laterals els tancs solen dur faldons blindats, i així poden protegir la suspensió i les rodes de carretera. A més ofereixen protecció addicional pels laterals del buc, ja que els projectils de càrrega buida detonen al faldó, lluny encara del buc. Tot i així, pels KE, els faldons no oferixen més resistència que el mateix aire.

### Fum i defenses passives
La majoria dels vehicles blindats duen llançagranades de fum que poden desplegar ràpidament una pantalla de fum per ocultar una retirada d'una emboscada o un atac. La pantalla de fum s'utilitza molt rarament de forma ofensiva, ja que atacar a través d'ella bloqueja la visió de l'atacant i li dona a l'enemic una indicació primerenca de l'atac imminent. Les granades de fum modernes funcionen tant amb llum infraroja com a visible.
Algunes granades de fum estan dissenyades per crear núvols molt densos capaços de bloquejar els llamps làser dels designadors d'objectius o telèmetres enemics, a més de reduir la visió, disminuir la possibilitat de fer un tir efectiu, especialment amb armes lentes com els míssils antitancs que requereix que l'operador mantingui apuntant al tanc durant un temps relativament llarg.
Molts tancs, com el francès Leclerc, utilitzen els llançagranades per granades de gas lacrimogen i granades de fragmentació antipersonal. Molts tancs israelians duen un petit Morter que pot ser utilitzat des de dintre del tanc.
Abans de la introducció de les imatges termals, la granada de fum més comú era la de fòsfor blanc que creava una pantalla de fum molt ràpidament i a més era útil com arma incendiària contra infanteria en la zona de l'explosió.
Des de la introducció de la termografia, la majoria dels tancs duen una granada de fum que conté un compost de plàstic o goma que crema en petits fragments proporcionant una ocultació millor contra els dispositius termals.
Alguns tancs tenen generadors de fum que poden crear fum contínuament, en comptes de les granades, instantànies però de curta durada. Generalment s'utilitzen els generadors de fum injectant combustible a l'extractor, que crema parcialment el combustible, però que deixa suficients partícules sense cremar o parcialment cremades per crear una densa pantalla de fum.
Els tancs moderns s'han proveït amb altres sistemes de defensa passius com dispositius d'alerta de làser, que activen una alarma quan el tanc és marcat o assenyalat per un designador o telèmetre làser. Altres defenses passives inclouen aparells d'alerta de ràdio, que proporciona un avís si s'apunta al tanc amb un sistema de radar que solen ser utilitzats en armes antitancs guiades.

### Contramesures
Les contramesures passives, com el sistema rus Shtora, intenta interferir en els sistemes de guia dels míssils guiats hostils.
El blindatge reactiu o ERA (Explosive Reactive Armor), és altre tipus important de protecció contra armes d'alt explosiu antitancs, en la qual seccions del blindatge esclaten per dissipar la força enfocada del cap de càrrega dirigida. El blindatge reactiu és afegit en la part externa del tanc, en forma de maons.
Els sistemes de protecció actius (APS) van un pas més enllà del blindatge reactiu. Un APS utilitza el radar o altra tecnologia de detecció per reaccionar automàticament al foc hostil. Quan el sistema detecta foc hostil cap al tanc, calcula una resolució de foc i dirigeix un projectil explosiu per interceptar o interrompre l'atac a uns quants metres del blanc.
El tanc mangual és un tipus de tanc que mitjançant les pesades cadenes que pengen de l'extremitat posterior neteja el terreny de mines.

### Tripulació exposada
Un tanc està generalment en el seu estat més segur, quan el comandant està en la seva posició personal insegura, dempeus en la torreta, traient el cos per l'escotilla, amb l'única protecció del seu casc i armilla antibales. En aquesta posició alta el comandant pot veure al voltant del vehicle sense restriccions, i té les majors ocasions de veure operacions antitancs enemigues o obstacles naturals i artificials que podria immobilitzar o desaccelerar al tanc.
Els periscopis i altres sistemes de visió del tanc donen un camp de visió reduït a pesar dels constants avanços en òptica i electrònica. D'aquesta manera, quan un blindat avança per territori hostil amb les escotilles tancades, el comandant i la seva tripulació es troben personalment més segurs, però el tanc està del tot exposat al perill a causa de la reducció extrema de la visibilitat.

## Mobilitat

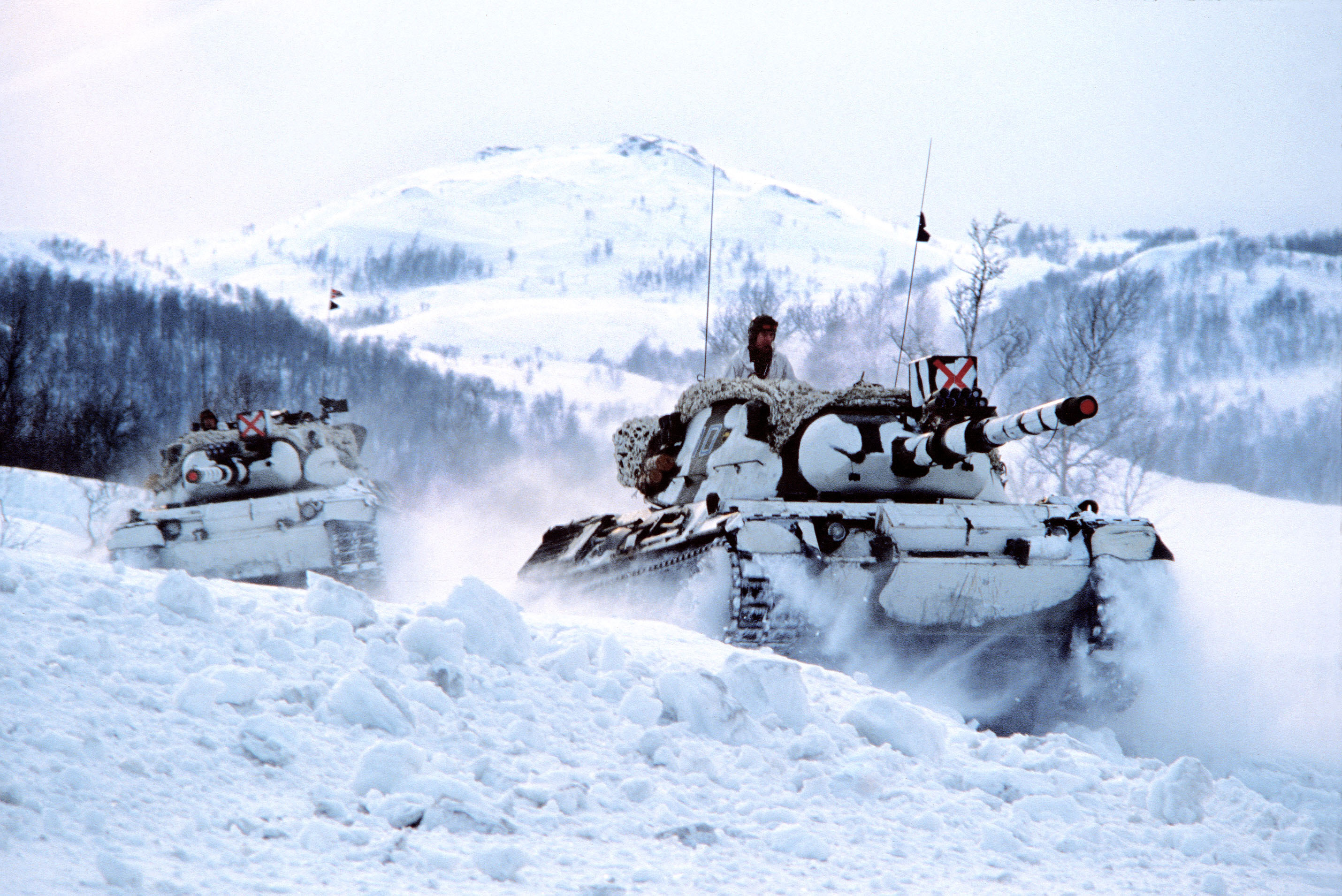
Un Leopard I a través de terrenys nevats a Noruega.

Hi ha essencialment tres aspectes principals de la mobilitat a considerar la mobilitat bàsica del tanc com la seva velocitat a través de terrenys, la capacitat de sobrepassar obstacles i la seva mobilitat total en el camp de batalla com la seva autonomia, els ponts que pot travessar o que vehicles de transport pot dur-lo. Rep també el nom d'agilitat per part de la tripulació i dissenyadors dels blindats.
La mobilitat d'un tanc pot dividir-se en tres categories:
- Mobilitat en el camp de batalla, que és una funció del rendiment del seu motor i sistema de marxes i determina aspectes com l'acceleració, velocitat, les dimensions d'obstacles verticals, etc.
- Mobilitat tàctica, és la capacitat del tanc de ser transportat amb facilitat dintre del mateix teatre d'operacions.
- Mobilitat estratègica, és la possibilitat de transportar fàcilment al tanc d'un teatre d'operacions a un altre, depenent de la seva massa, la possibilitat de ser aerotransportat, etc.

Un tanc de combat principal està dissenyat per ser molt maniobrable i abordar la majoria de tipus de terrenys. Les seves erugues amples dispersen el pes del vehicle en una àrea gran, donant per resultat una pressió de terra específica que pot arribar a ser menor que la pressió d'un peu d'un home. Els tipus de terrenys que plantegen un problema són generalment terrenys molt tous com pantanosos, o terreny rocós amb grans palets dispersos. En un terreny normal, un tanc pot arribar a una velocitat de 30 a 50 km/h. La velocitat en carretera pot arribar als 90 km/h.
La logística de poder arribar des d'un punt A fins a un punt B no sempre és simple. En teoria, o durant una prova de conducció d'algunes hores, un tanc ofereix millor rendiment en terrenys diferents de la carretera que qualsevol altre vehicle de combat a rodes. En carretera, el tanc més ràpid no és molt més lent que el disseny mitjà d'un vehicle de combat a rodes.
Nogensmenys, en la pràctica, el més gran pes del tanc, combinat amb la relativa debilitat de les parts de la cadena d'eruga, fa que la velocitat màxima en carretera sigui de debò momentània abans de produir alguna fallada mecànica. Encara que la velocitat màxima fora de carretera és menor, no es pot mantenir contínuament, a causa de la varietat i imprevisió del terreny, excepte en casos com planes i deserts sorrencs.
Ja que un tanc immobilitzat és un blanc fàcil per morters, artilleria i unitats especialitzades antitancs de les forces enemigues, es manté una velocitat mínima, i quan és possible es trasllada els tancs en trens o transports en vegada que autoimpulsats. Invariablement, els tancs són traslladats en vagons en qualsevol país amb una infraestructura ferroviària, ja que cap exèrcit té suficients transports per dur tots els seus tancs. El planejament de les càrregues i descàrregues és un treball crucial, i els ponts i dipòsits ferroviaris són objectius primaris per les forces enemigues per retardar l'avanç.
El trasllat en països o regions sense infraestructura ferroviària o amb poques carreteres en bon estat, o carreteres amb mines o emboscades freqüents, la velocitat mitjana d'una unitat blindada és comparable a la d'un home a cavall o en bicicleta.
Les desocupades freqüents s'han de planificar per fer manteniment preventiu i verificacions per tal d'evitar interrupcions durant el combat. A més es fan aturades tàctiques perquè la infanteria o les unitats aèries puguin explorar a la recerca de presència de grups enemics antitancs.
Altra qüestió sobre la mobilitat és la d'aconseguir dur el tanc al teatre d'operacions. Els blindats, especialment els tancs de combat principal, són extremament pesants, la qual cosa en dificulta el transportat per aire. Utilitzant mitjans de transport per terra i mar lents fa que els tancs siguin un problema per ser utilitzats en forces de reacció ràpida.
Alguns vehicles blindats utilitzen rodes en lloc de cadenes per augmentar la velocitat i reduir les necessitats de manteniment. Aquests vehicles manquen de la superioritat mòbil dels vehicles a tracció d'erugues en terrenys difícils, però són més apropiats per forces de reacció ràpida, ja que incrementa la velocitat estratègica.

### Operacions aquàtiques
En la majoria de tancs, les operacions aquàtiques es redueixen al gual. La profunditat del gual a passar és limitada generalment per l'altura de la presa d'aire del motor, i en un grau inferior, per la posició del conductor. La profunditat de gual típica per tancs de combat principal és de 900 i 1200 mil·límetres.

#### Guals profunds
Amb preparació, alguns tancs poden travessar aigües considerablement més profundes. Els tancs Leopard I i Leopard II poden passar un gual d'una profunditat de diversos metres quan són equipats apropiadament amb equip de respiració o esnòrquel. Aquest tub, format per anells, es connecta a l'escotilla del comandant i proporciona aire i la possibilitat d'una ruta de sortida d'escapament. L'altura d'aquest tub pot arribar als tres metres.
Alguns tancs russos també poden fer aquest tipus d'operacions. A diferència del Leopard, l'esnòrquel rus només té un diàmetre d'alguns centímetres pel que no pot funcionar com a via d'escapament. La longitud de l'esnorquel rus sol ser d'uns dos metres.
Aquesta mena de guals requereixen una preparació curosa del tanc tancant les entrades i sortides del vehicle. La tripulació sol tenir una reacció negativa cap als guals profunds. Amb tot, si es planifica i executa correctament, aquesta sort d'accions afegeix una considerable oportunitat per la sorpresa i la flexibilitat en operacions de travessies per aigües.

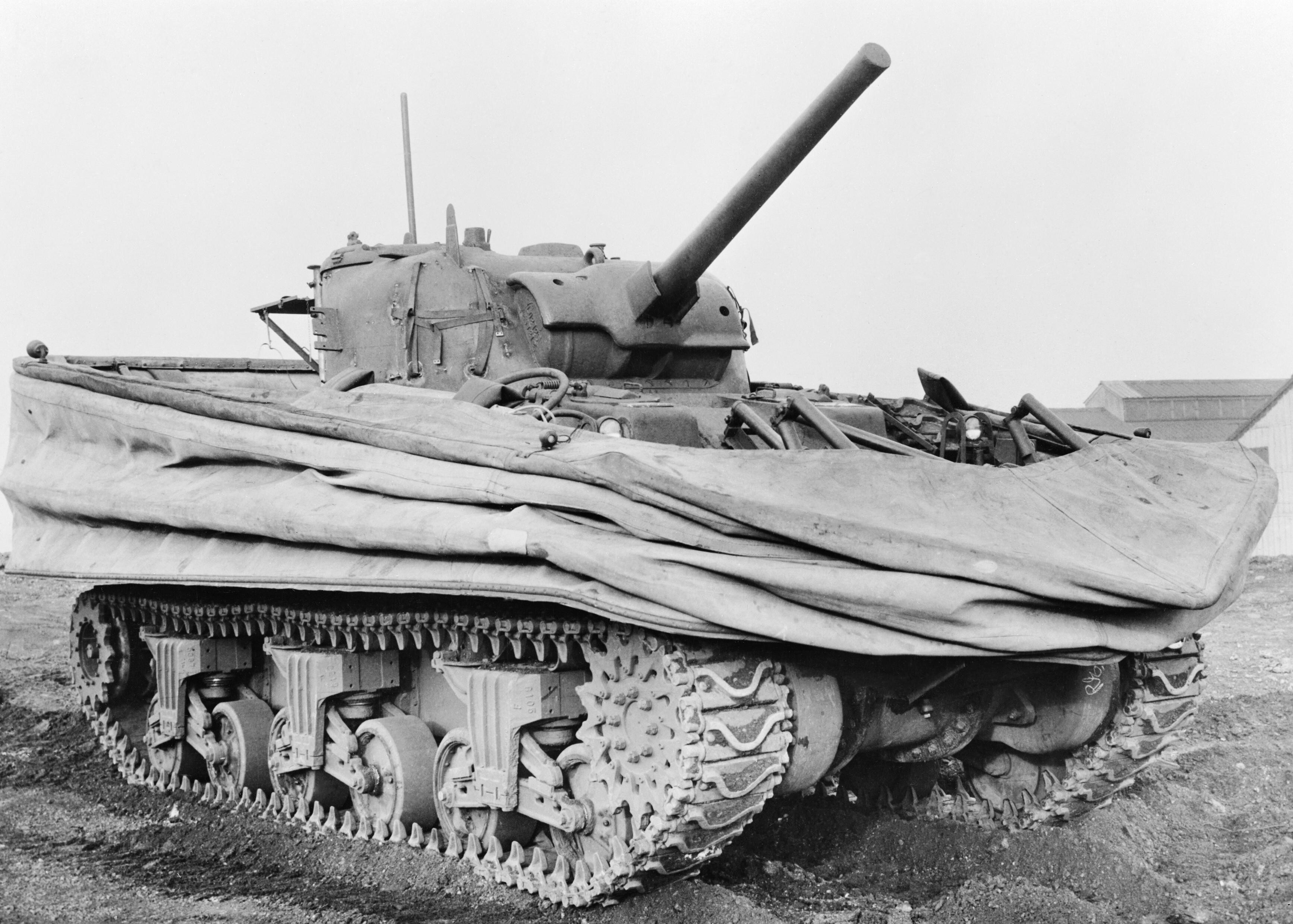
Un Sherman DD amb les cobertes de goma.

#### Tancs amfibis
Alguns tancs lleugers com el PT-76 són amfibis, impulsats en l'aigua generalment per les seves cadenes o hidrojets.
A la Segona Guerra Mundial, el tanc M4 Sherman va ser convertit a amfibi afegint-li una coberta de goma per proporcionar certa flotabilitat. Va ser denominat Sherman DD i utilitzat durant el Dia D per proporcionar suport de foc en les platges dels desembarcaments inicials. Els Sherman DD no podien disparar quan estaven surant, car la coberta de goma estava per damunt del canó. Una quantitat d'aquests tancs es van enfonsar a causa del mal temps, encara que aquells que van arribar a la platja van servir de suport durant les primeres hores crítiques.
Un altre projecte de tanc "amfibi", va ser l'anomenat Panzer III Tauchpanzer, que s'havia dissenyat per ser llançat des de naus de desembarcament, i anar cap a la costa dirigits des d'altres naus. A diferència del Sherman amfibi, aquests Panzer III no eren pensats per surar, sinó per anar sota l'aigua, a causa d'unes cobertes de protecció al voltant de la torreta. Era pensat utilitzar aquests tancs a l'Operació Lleó Marí (invasió per part d'Alemanya a Gran Bretanya), però finalment aquesta operació es va cancel·lar. Posteriorment van demostrar la seva eficàcia creuant els rius soviètics que la resta de vehicles eren incapaços de fer-lo.

### Plantes motrius
La planta motriu del tanc proporciona l'energia per al moviment del vehicle i d'altres sistemes, com la rotació de la torreta o energia elèctrica per un ràdio. Els tancs de la Primera Guerra Mundial utilitzaven generalment motors de gasolina, encara que alguns models utilitzaven un sistema mixt de motor elèctric i de gasolina.
Durant la Segona Guerra Mundial hi havia diferents tipus de motors, molts eren adaptacions de motors d'avions. En la Guerra Freda, els tancs van canviar a un motor dièsel, i al començament dels anys 1970 van començar l'arribada de les turbines de gas.
El pes i tipus de la planta motriu, influenciats per la seva transmissió i tren de potència, determina essencialment com de ràpid i maniobrable serà el tanc, però el terreny limita efectivament la velocitat màxima dels tancs a causa del desgast i tensió de la suspensió i la tripulació.

#### Motors dièsel
La majoria dels tancs moderns usen un motor dièsel per raons econòmiques i tàctiques. Són molt robusts i fiables, a més d'oferir un consum raonable i fàcil manteniment. Solen tenir 10 o 12 cilindres i ajudar-se de turbocompressors, arribant a arribar als 1.500 cavalls de vapor de potència.
L'altre avantatge és la poca inflamabilitat del combustible, el que oferix un evident avantatge davant un eventual impacte.
El dipòsit de combustible sol ser en la part posterior (excepte en el Merkava que és davant) i contenir 1.000 litres o més. A vegades, el combustible es guarda en dipòsits externs i fins i tot si es necessita una major autonomia en un petit remolc unit a la part posterior, que pot ser separat durant el combat. La majoria de motors moderns solen ser policarburants i poden funcionar amb dièsel, gasolina i altres combustibles similars.

#### Turbines de gas

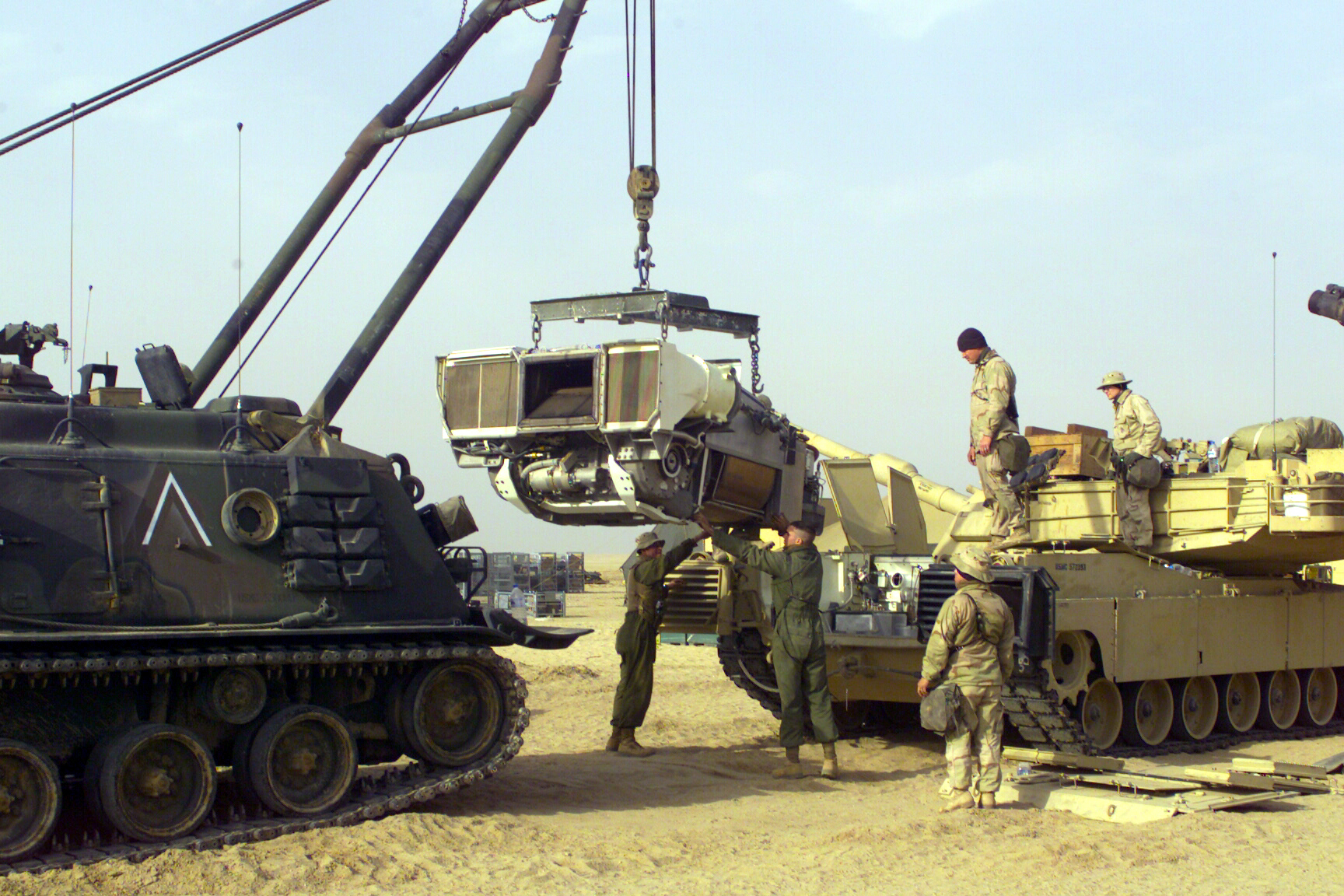
Instal·lació del motor d'un M1 Abrams.

Els motors de turbina de gas són usats per molt pocs tancs, com les sèries M1 Abrams i el T-80 rus.
Els seus majors avantatges és que són comparativament molt més lleugers i compactes que motors dièsel de potència similar. L'Abrams rendeix 1.500 cavalls de vapor en una planta motriu que es pot canviar en menys de mitja hora. A més permeten intenses acceleracions i una disponibilitat de potència immediata, a més d'una gran fiabilitat. Altra característica interessant és la seva baixa emissió de soroll. Contràriament al que es pensa les turbines de gas són molt silencioses. Emeten un so agut d'alta freqüència que no es distingeix en la distància, a diferència del so greu i baixa freqüència dels sorollosos motors dièsel. Això els dona un evident avantatge tàctic enfront d'aquests, en poder acostar-se furtivament a l'enemic. Quan el M1A1 operava a Europa com entrenament els alemanys el van anomenar "la mort xiuxiuejant".
Com a contrapartida són motors amb un alt consum de combustible, ja que fins i tot a règim de ralentí giren a milers de revolucions per minut. Vigilar una zona en posició de combat amb el motor encès es considera un malbaratament de combustible encara que en condicions de possible contacte enemic no s'apaga per motius de seguretat. Com curiositat, un M1 Abrams consumi aproximadament 40 litres de combustible durant procés d'arrencada de la turbina, ja que per accelerar la seva engegada usa tots els injectors al màxim. Afortunadament durant l'ús normal el seu consum disminueix.
Presenta doncs grans problemes logístics, ja que prop dels tancs haurà d'haver-hi unitats de gasolina fins i tot en condicions de combat. El consum és tan crític que per no esgotar les bateries del tanc ni el combustible mantenint el motor encès, s'han dissenyat mòduls de potència auxiliar amb petits motors d'explosió, que generen l'electricitat suficient per mantenir els sistemes electrònics sense bateries ni la turbina.
D'altra banda requereix un temps per entrar en règim de funcionament abans d'estar en condicions de moure al tanc, cosa que pot ser inconvenient davant atacs per sorpresa d'artilleria o situacions similars.
La marca termal d'una turbina de gas és major que la d'un motor dièsel, fonamentalment a causa del doll de gasos d'escapament que expulsa contínuament.
La turbina és més fiable i fàcil de mantenir que un motor de pistons, ja que té una construcció més senzilla amb poques peces mòbils. En la pràctica, Malgrat tot, aquestes peces experimenten un desgast més gran pel fet que té velocitats de treball molt altes.
La turbina és molt sensible a la pols i la sorra fina a causa del seu gran consum d'aire i a la necessitat que estigui el més net possible, per evitar l'entrada de brutícia en la cambra de combustió, o abrasions en els àleps de la turbina. En operacions en deserts han d'utilitzar filtres especials i canviar-los diverses vegades al dia. Si el filtre falla o es col·loca malament podrien penetrar objectes o metralla i danyar el motor. Encara que els motors de pistons també necessitin filtres, aquests són més resistents i duradors.

## Traces sòniques, sísmiques i tèrmiques
Els tancs, un cop immòbils, poden ser ben camuflats en zones d'arbres o boscos on hi ha una cobertura natural, fent més difícil la detecció i atac des de l'aire. Per contra, en zones obertes és molt difícil ocultar un tanc. En ambdós casos, quan el tanc posa en funcionament el seu motor o comença a moure's pot ser descobert amb major facilitat a causa del soroll i calor que genera el seu motor. Les pistes de les erugues que deixa el tanc sobre el terreny es poden observar des del cel, i el moviment en deserts crea núvols de pols fàcils de localitzar.
Un tanc detingut que acaba d'apagar el seu motor té una marca de calor considerable. Fins i tot si el tanc és amagat darrere d'un pujol, és possible que sigui detectat per un operador expert que descobreixi la columna d'aire calent damunt del tanc. Aquest risc pot ser reduït utilitzant materials tèrmics que reduïxen la radiació de calor. Algunes xarxes de camuflatge són fabricades amb materials que distribueixen la calor de forma irregular, el que reduïx la regularitat de la traça tèrmica del tanc.
El motor de dièsel o la turbina de gas que impulsa el tanc té una potència comparable a la d'una locomotora dièsel. El soroll generat per un únic tanc es pot escoltar a grans distàncies. Quan un tanc posa en funcionament el seu motor estant aturat la terra entorn seu comença a tremolar. En moviment, aquestes vibracions augmenten. Les traces acústiques i sísmiques entre els motors dièsel són similars; en les turbines de gas, la marca acústica és més gran a causa del seu so d'alta freqüència generat que li fa més distingible dels altres sorolls.
La potència de sortida dels motors dels tancs moderns, generalment més de 750 KW o 1.000 CV assegura que produeixin una traça tèrmica distintiva. La massa compacta de metall del buc del tanc dissipa la calor deixant una marca precisa. Un tanc en moviment és un objectiu fàcil de detectar amb escàners infrarojos.
Fer que un tanc es posi en moviment va demostrar ser important durant la Guerra de Kosovo el 1999. Durant les primeres setmanes del conflicte, les sortides aèries de l'OTAN eren ineficaces per destruir tancs serbis. Això va canviar quan l'Exèrcit d'Alliberament de Kosovo es va enfrontar als tancs. Encara que l'ELK tenia poques possibilitats de destruir aquests tancs, el seu propòsit era fer que els blindats es posessin en moviment perquè fossin més fàcils d'identificar i destruir per les forces aèries de l'OTAN.

## Comandament, control i comunicacions

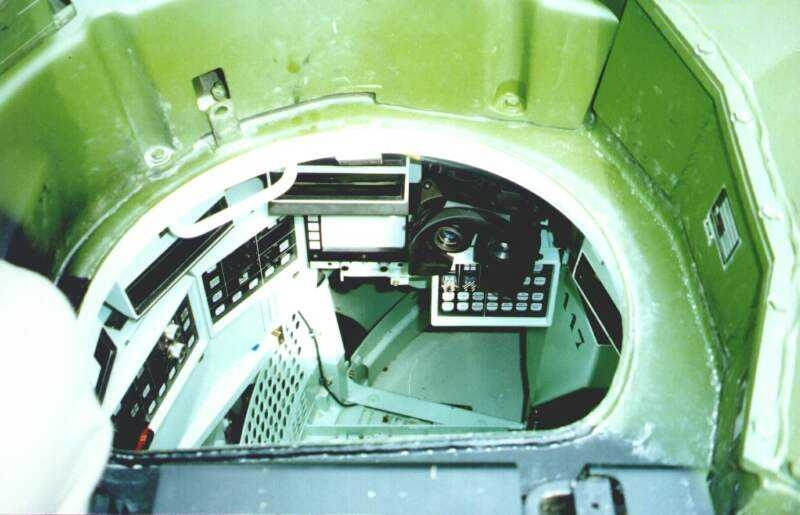
Controls a l'interior del tanc Leclerc.

El comandament i coordinació d'una organització de blindats en el camp de batalla ha estat sempre exposat a problemes particulars. A causa de l'aïllament de les unitats petites, vehicles individuals, i fins i tot la tripulació del tanc s'han pres acords especials. Els bucs blindats, el soroll del motor, el terreny, la pols i el fum, i la necessitat d'operar amb l'escotilla tancada són els principals problemes de les comunicacions.
El comandant ha d'ordenar cada acció de la tripulació, moviment i foc. En els primers tancs, la tasca del comandant estava obstaculitzada per la necessitat d'haver de carregar o disparar el canó principal. En molts vehicles blindats de combat, fins i tot actuals, el comandant transmet les ordres de moviment al conductor donant-li amb el peu en els muscles i l'esquena. Els vehicles moderns solen dur un intercomunicador, permetent que tots els tripulants puguin parlar entre si, i utilitzar l'equip de ràdio. Alguns tancs tenen un intercomunicador extern en la part posterior, perquè la infanteria pugui parlar amb la tripulació.
En les primeres operacions amb tancs, les comunicacions entre els membres d'una companyia de blindats es feien utilitzant senyals manuals o banderetes, i en algunes situacions, els tripulants havien de deixar el seu tanc i acostar-se a l'altre. En la Primera Guerra Mundial, els informes de situació eren enviats als centres de comandament llançant coloms missatgers. Els senyals amb bengales, fum, moviment i el tir de les armes eren utilitzats per les tripulacions veteranes per coordinar les seves tàctiques.
Entre 1930 i 1950, la més gran part de les nacions van equipar a les seves forces blindades amb ràdios, però els senyals visuals se seguien utilitzant. Un tanc modern és equipat generalment amb un equip de ràdio que li permet comunicar-se amb una xarxa de ràdios d'una companyia o batalló, i possiblement amb una xarxa de més gran escala, per coordinar-se amb els altres exèrcits. Els tancs dels comandants de la companyia o batalló sol dur una ràdio addicional.
La major part de les forces blindades funcionen amb el comandant de la tripulació, i possiblement altres membres, amb l'escotilla oberta, durant el millor estat d'alerta. Quan hi ha foc enemic, o condicions d'ABQ potencials, la tripulació tanca les escotilles i només poden veure el camp de batalla a través de ranures de visió i periscopis, reduint seriosament la seva capacitat de trobar blancs i percebre perills.
Des dels anys 1960, el comandant d'un tanc ha tingut equip cada vegada més sofisticat per l'adquisició de blanc. En un tanc de combat principal, en comandant té visors panoràmics, amb equip de visió nocturna, que li permet assignar un o més blancs, mentre que l'artiller s'enfronta a un altre. Els sistemes més avançats permeten al comandant prendre el control de la torreta i dispara el canó principal en cas d'emergència.
Els desenvolupaments recents en equipament han millorat el control de foc, amb el telèmetre làser, les dades per GPS i les comunicacions digitals.

## Vulnerabilitat
Encara que el tanc és una arma potent al camp de batalla, no és invulnerable. De fet, aquesta superioritat del tanc ha estat la raó per centrar-se en la millora d'armes antitancs. Amb l'arribada dels helicòpters antitancs i la seva possibilitat d'impactar en les zones altes menys protegides dels blindats, s'ha dit que el tanc estava obsolet. Això sembla una afirmació prematura doncs no hi ha hagut combats destacables entre ambdós sistemes amb forces similars, encara que moltes veus (especialment dels que cedeixen fons a l'exèrcit) afirmen amb severitat que els tancs són armes massa cares, pesants i logísticament poc versàtils. En el futur, les batalles a camp obert comparables a la Guerra del Golf seran cada vegada més improbables, ja no serà necessària la capacitat de lluita "stand of" amb visors i canons de llarg abast, que van practicar anglesos i nord-americans amb els iraquians en aquesta guerra.
La tendència observable es dirigeix cap a combats més propers, fins i tot en entorns urbans. Aquí la vulnerabilitat dels tancs és especialment palesa, ja que estan dissenyats específicament per lluitar contra altres tancs. El repartiment de blindatge és esclaridor: un frontal fortament blindat, laterals relativament poc blindats i part del darrere, sòl i sostre molt poc blindats, amb protecció poc més que testimonial.
El millor exemple és l'actual situació postbèl·lica a l'Iraq, on s'estan perdent més M1A1 en entorns urbans que durant la primera i segona guerra del golf. L'Abrams és un tanc formidable, però les seves característiques de protecció, potència de foc i mobilitat aporten pocs avantatges en combats propers, on se'l pot atacar des de tots els angles possibles i explotar les manques de protecció en parts vitals com el motor, sostre o part inferior. Finestres, embornals, portals, vehicles... qualsevol punt és una font potencial de perill per un blindat en un entorn urbà.
Per exemple, un artefacte explosiu improvisat (IED) enterrat en una carretera va causar la baixa del conductor d'un M1A1 Abrams HA, que no obstant això va ser capaç de protegir els seus tripulants de trets directes de projectils cinètics dels T-72 i fins i tot de foc aliat. També es van perdre diversos tancs sota impactes de RPG-7, llançagranades antitancs que els insurgents tenen en quantitats il·limitades i que pot ser adquirit en el mercat negre a un preu molt baix, però destruir sense problemes qualsevol tanc pesant de diversos milions d'euros si impacta en el lloc adequat. Resumint, en combats urbans, estan seriosament compromeses la protecció i la mobilitat. Un projectil de càrrega buida al sostre podria tenir fàcilment fatals conseqüències almenys per la tripulació de la torreta, o si impacta en el buc incendiar el combustible, o avariar el motor. Els militars afirmen que un tanc immòbil és un blanc immillorable. En la majoria dels casos quedarà fora de servei, i és molt probable que de forma permanent.

### Infanteria

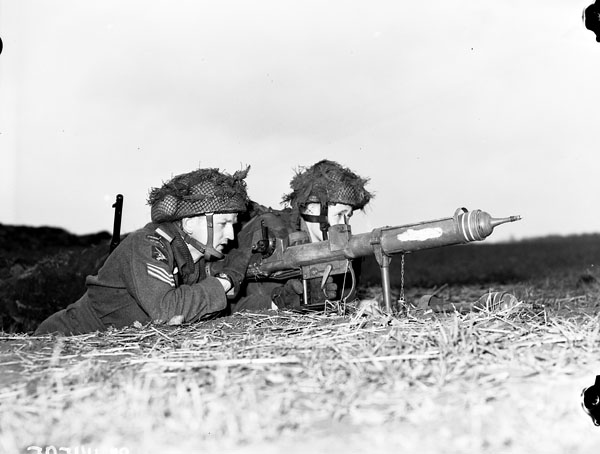
Soldats canadencs amb el PIAT, una de les primeres armes personals antitancs.

El tanc és encara vulnerable a la infanteria, especialment en terreny tancat i àrees urbanes. El blindatge i la mobilitat dels tancs són avantatges notables, però també els fan pesants i sorollosos. Això pot donar-li la iniciativa a la infanteria enemiga, permetent-los detectar-los, rastrejar i evitar els tancs fins que puguin fer un contraatac. Les tàctiques amb blindats han insistit a utilitzar suport d'infanteria des de les derrotes dels tancs pesants en la Segona Guerra Mundial.
Per a les tropes veteranes és relativament fàcil que acostar-se al tanc, especialment quan aquest té les escotilles tancades, a causa de la limitada visió de la tripulació. Si l'escotilla està oberta i un membre de la tripulació apunta, el seu cap i part del cos poden rebre un tret.
Una vegada que un soldat és prop del tanc, no se li pot apuntar pel canó principal o la metralladora coaxial. Quan els tancs estan agrupats aquest és un problema menor, ja que poden comunicar-se amb els tancs veïns per a defensar-los utilitzant les metralladores i armes lleugeres contra el soldat sense malmetre el tanc.
La major part de les armes d'infanteria antitancs com coets, míssils i granades poden penetrar en les zones menys blindades i fer danys en la transmissió per immobilitzar al tanc. Els tancs també són vulnerables a les mines antitancs col·locades a mà. També els Projectils d'Infanteria AntiTancs (PIAT).
A més, en àrees urbanitzades el tanc és molt vulnerable a l'atac des de zones altes i, de vegades, zones baixes, amb què pot rebre impactes a les parts menys protegides.

### Artilleria
Els projectils convencionals de l'artilleria no són efectius contra tancs, car el blindatge pot suportar aquests impactes excepte l'impacte directe d'un projectil prou potent. Fins i tot si el projectil no penetra el blindatge, pot encara inhabilitar al tanc a causa del cop.
No obstant això, en els últims trenta anys, s'ha desenvolupat una ampla varietat de projectils antitancs, com els guiats per làser (CLGP) que garanteixen virtualment un impacte en la zona alta del blindatge.
Existeixen formes per a intentar neutralitzar o destruir un tanc, com ara llançar-li una gran quantitat de granades del tipus HEAT o HEDP amb la possibilitat de tocar-lo, amb què rebrà dany, ja que impactaran en la part superior del xassís. Altra forma és dispersar una quantitat de petites mines antitancs, que probablement no penetrarà el blindatge, però pot danyar les erugues i deixar el tanc immòbil.
Aquests tipus de munició solen ser disparats per artilleria de calibres mitjans, de 152 o 155 mm. També s'han desenvolupat morters de calibres grans (81 mm i superiors) amb munició guiada interna i externament.

### Helicòpters

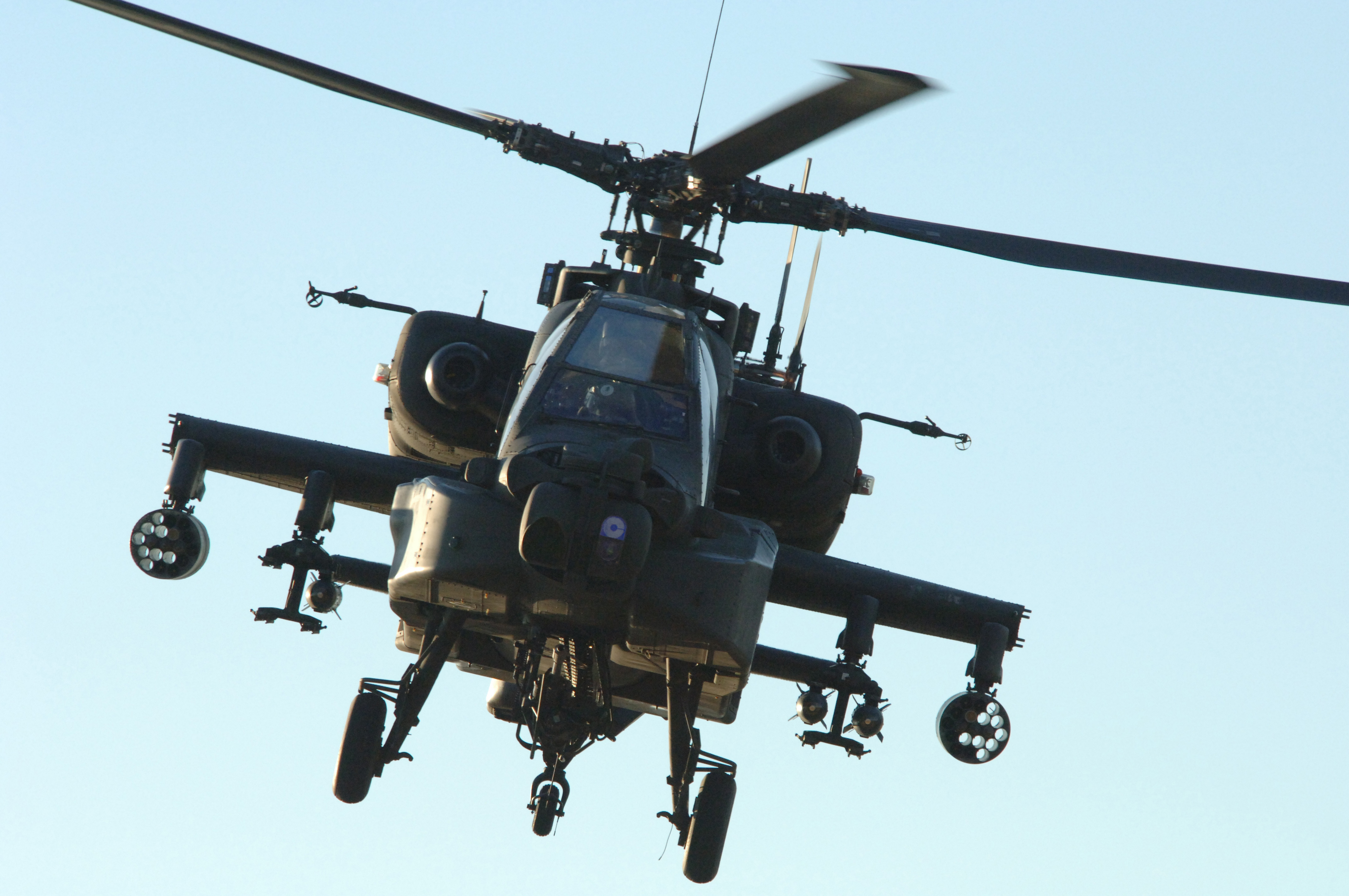
L'helicòpter AH-64 Apache té capacitat antitancs

Una de les més grans amenaces per al tanc actualment és l'helicòpter artillat, armat amb míssils antitancs guiats de llarg abast, coets i canons automàtics.
L'helicòpter pot col·locar-se en una posició on no sigui fàcil de veure des d'un tanc, i després atacar des de qualsevol punt. La mobilitat d'aquests aparells és el seu més gran avantatge enfront de la limitada visió que oferixen els tancs.
L'arma antitancs per excel·lència dels helicòpters són els míssils guiats, la major part dels quals amb prou autonomia per ser disparats des de més enllà de l'abast de l'objectiu terrestre. Tanmateix això pot canviar davant l'imminent desenvolupament de nous projectils anti-helicòpter que poden ser disparades des del canó principal. Les sèries T modernes de tancs russos posseïxen l'AT-11 Sniper, un míssil de llarg abast amb capacitat d'atacar objectius en vol baix i a poc a poc, com un helicòpter en combat.
Armats amb coets, poden causar danys suficients per a comprometre la funcionalitat del tanc, encara que no ho destrueixin. De la mateixa manera els potents canons automàtics de 20 a 30 mm poden causar danys indirectes similars, i permeten atacar zones vulnerables com el sostre si les condicions del tir ho permeten.

### Mines
Els tancs continuen vulnerables a les mines antitancs. Aquestes tenen el principal avantatge del seu baix cost i fàcil ocultació. A més són especialment perilloses, en atacar una de les zones menys blindades. Solen ser letals per blindats lleugers i transports de tropes, i almenys poden causar la immobilització d'un blindat pesant.
Actualment existeixen models de mines antitanc activades per sensors magnètics que detecten la presència de blindats, capaces fins i tot de disparar una càrrega portadora de submunició que ataca al tanc des de dalt.
Les mines són grans enemigues dels enginys blindats, ja que el trencament de les cadenes suposa, en un tanc pesant, aixecar la torreta, aixecar el buc, reparar les rodes de carretera, instal·lar cadenes noves... en condicions de combat, perdre les cadenes pot ser fatal.

### Avions
Molts avions, com el Fairchild Republic A-10 Thunderbolt II i el Sukhoi Su-25, han estat específicament construïts per al suport aeri proper, que inclou la destrucció de tancs. Els avions poden utilitzar armes similars als helicòpters, a més de bombes no dirigides i guiades per làser.

## Els tancs en l'actualitat

### El parc mundial de tancs

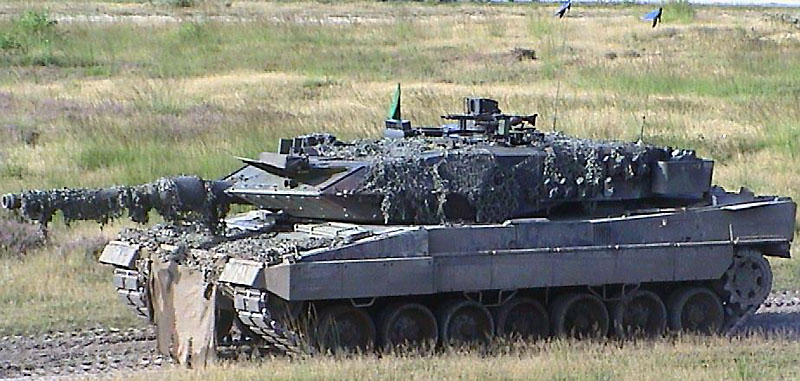
Un Leopard 2 A5 de l'exèrcit alemany al 2002.

El nombre total de tancs en el 2002 era de 106 000.
| 8%  | Estats Units                    |
| 15% | altres membres de l'OTAN        |
| 13% | Rússia                          |
| 8%  | República Popular de la Xina    |
| 18% | resta de l'Àsia                 |
| 22% | Orient Pròxim i Àfrica del Nord |
| 16% | resta del món                   |

### Costos orientatius

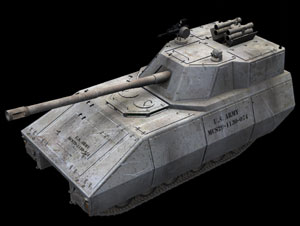
Representació artística del FCSMCS

El preu d'un tanc depèn de tres factors: la sofisticació, el nombre d'exemplars i la producció. Com que els costos de desenvolupament són tan elevats, els constructors han de trobar la manera d'exportar els seus models per, així, amortitzar els costos.
A França, el preu d'una unitat del Leclerc, produït per Nexter (abans Giat Industries), pot costar aproximadament uns 8,6 milions de dòlars. Als Estats Units, un M1 Abrams, construït per General Motors i Chrysler, està valorat en 5,3 milions de dòlars.

## Recerca i desenvolupament
S'ha especulat molt sobre com evolucionaran pròximament els tancs. Les investigacions apunten a fer el tanc invisible al radar adaptant les tecnologies furtives creades originalment per l'aviació. També s'investiguen nous sistemes de propulsió i blindatges.
Si els dissenys de tancs canvien a motors elèctrics com els utilitzats en equips pesants de construcció, en lloc de la transmissió directa, o utilitzen armes del tipus railgun, com s'està estudiant en vaixells, seguirà havent-hi la necessitat d'una millor planta motriu.
La turbina de gas i el motor dièsel serveixen per a les necessitats actuals, però és possible que altres tipus de motor experimentals poguessin millorar-ne les prestacions.